# Fyllingsdalen
Fyllingsdalen és un barri de la ciutat de Bergen, Noruega, que està situat al sud-oest del centre ciutat, a la vall de l'oest del Løvstakken. L'antic nom de la vall, Fynö dalen, fou l'origen del nom de la fàbrica que va finalment donar nom al barri, Fyllingen. L'any 1955, el municipi de Bergen, amb la necessitat d'extrendres en el territori, va annexionar la vall, que en auqlles temps tenia 1600 habitants. Anteriorment, Fyllingsdalen havia pertangut al municipi de Fana, el qual també s'annexionà a Bergen més tard. El pont de Puddefjord, s'inaugurà el 1956, i el túnel de Løvstakken, el 1968, ambdues construccions contribuint substancialment en el creixement del barri.